# مزرعه سلمان فارسی
مزرعه سلمان فارسی یک منطقهٔ مسکونی در ایران است که در دهستان کنگور واقع شده‌است. مزرعه سلمان فارسی ۱۶۸ نفر جمعیت دارد.